# Nangarhar
Nangarhar è una provincia dell'Afghanistan di 1 289 000 abitanti, che ha come capoluogo Jalalabad. Confina con le province di Kabul a nord-ovest, di Laghman e di Konar a nord, con il Pakistan (Aree tribali di Amministrazione Federale) a sud-est e con la provincia di Lowgar a sud-ovest.

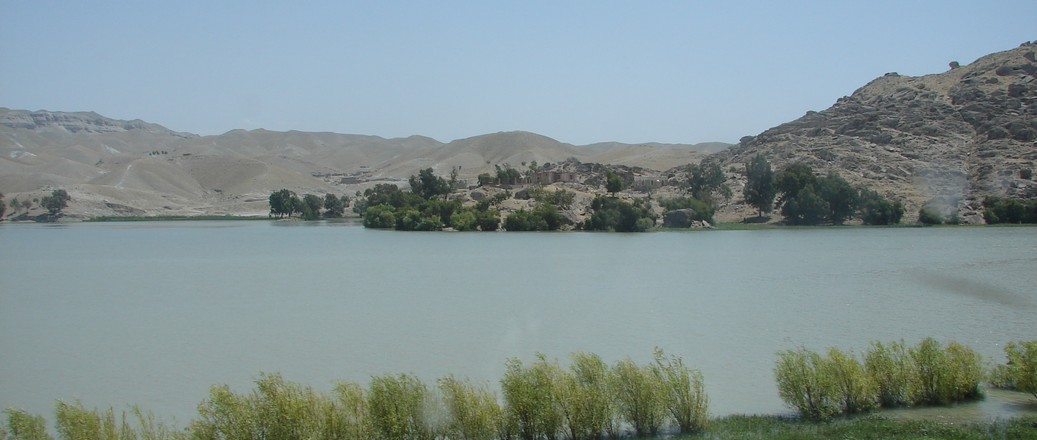
Lago nei pressi di Doronta

## Amministrazioni

Distretti di Nangarhar.

La provincia di Nangarhar è divisa in 22 distretti:
- Achin
- Bati Kot
- Bihsud
- Chaparhar
- Dara-I-Nur
- Dih Bala
- Dur Baba
- Goshta
- Hisarak
- Jalalabad
- Kama
- Khogyani
- Kot
- Kuz Kunar
- Lal Pur
- Muhmand Dara
- Nazyan
- Pachir Wa Agam
- Rodat
- Sherzad
- Shinwar
- Surkh Rod